# Флоридсдорф
Флоридсдорф (нем. Floridsdorf) — 21-й район Вены. Расположен в северной части города. Через район Флоридсдорф (№ 21) протекает канал Новый Дунай.
Площадь района составляет 44,4 км², население — 173 916 человек (1 января 2021), плотность населения — 3779 чел./км².
Офис районных властей размещается в самом центре Флоридсдорфа, находящемся вокруг площади Ам Шпиц (Am Spitz), где соединяются Прагер-штрассе (Prager Straße, улица Праги) и Брюннер-штрассе (Brünner Straße, улица Брно).
В 2004 году во Флоридсдорфе был построен первый небоскрёб, названный Florido Tower (de).
Крупнейшим торговым центром района является SCN (Shopping Center Nord).
Различные части района, такие как Штаммерсдорф, Штреберсдорф или Леопольдау, исторически являются бывшими деревнями.

## История
Во время февральского восстания в 1934 г., чтобы сломить сопротивление шуцбунда, социал-демократов, коммунистов и рабочих этого района, правительственными войсками были применены удушающие газы.

## Население
| Год  | Численность |
| ---- | ----------- |
| 2005 | 134904      |
| 2006 | 136625      |
| 2007 | 137335      |
| 2008 | 138678      |

| Год  | Численность |
| ---- | ----------- |
| 2009 | 139498      |
| 2010 | 140647      |
| 2011 | 142199      |
| 2012 | 144263      |

| Год  | Численность |
| ---- | ----------- |
| 2013 | 146516      |
| 2014 | 148947      |
| 2015 | 151844      |
| 2016 | 155986      |

| Год  | Численность |
| ---- | ----------- |
| 2017 | 158712      |
| 2018 | 162779      |
| 2019 | 165673      |
| 2020 | 167968      |